# أندي بيترز
أندي بيترز (بالإنجليزية: Andi Peters)‏ هو مقدم تلفزيوني بريطاني، ولد في 29 يوليو 1970 في تشيلسي في المملكة المتحدة.

## وصلات خارجية
- أندي بيترز على موقع IMDb (الإنجليزية)
- أندي بيترز على موقع ميوزك برينز (الإنجليزية)
- أندي بيترز على موقع قاعدة بيانات الفيلم (الإنجليزية)